# 金井光太郎
金井 光太朗（かない こうたろう、1953年1月 - ）は、日本の歴史学者。専門は、西洋史学、アメリカ政治史。東京外国語大学名誉教授。

## 学歴
- 1978年　東京大学法学部卒業
- 1980年　東京大学大学院法学政治学研究科修士課程修了
- 1985年　ブラウン大学大学院歴史学研究科博士課程単位取得退学

## 職歴
- 1981年　東京大学社会科学研究所 助手
- 1984年　南山大学外国語学部 講師
- 1989年　南山大学外国語学部 助教授
- 1997年　東京外国語大学外国語学部 教授
- 2009年　同総合国際学研究院 国際社会部門 地域研究系 教授（大学院重点化による配置換え）
- 2018年　東京外国語大学定年退職、名誉教授

## 著書
- 『アメリカにおける公立性革命国家：タウン・ミーティングと人民主権との間』木鐸社 1995年

## 編著
- アメリカの愛国心とアイデンティティ 自由の国の記憶・ジェンダー・人種 彩流社, 2009.10.

## 翻訳
- アメリカン・システムから大量生産へ1800-1932 デーヴィッド・A.ハウンシェル 和田一夫,藤原道夫共訳. 名古屋大学出版会, 1998.11.
- ベンジャミン・フランクリン、アメリカ人になる ゴードン・S.ウッド 池田年穂,肥後本芳男共訳. 慶應義塾大学出版会

| スタブアイコン | サブスタブ | この項目は、まだ閲覧者の調べものの参照としては役立たない、人物に関連した書きかけの項目です。この項目を加筆・訂正などしてくださる協力者を求めています（P:人物伝/PJ:人物伝）。 |